# Ветошников, Павел Александрович
Па́вел Алекса́ндрович Вето́шников (род. ок. 1831) — русский революционер, сподвижник А. И. Герцена. В 1862 году был арестован по «Процессу тридцати двух».

## Биография
П. А. Ветошников родился в дворянской чиновничьей семье. Окончил Санкт-Петербургское коммерческое училище, где несколькими годами позднее учились В. И. Кельсиев, Н. М. Владимиров, И. А. Ашмаринов, А. И. Ничипоренко, в недалёком будущем ставшие сотрудниками А. И. Герцена и герценовскими эмиссарами в России. После окончания училища Ветошников служил в Таврическом приказе общественного призрения, затем в Министерстве внутренних дел, после чего он вышел в отставку в чине коллежского секретаря. Будучи в отставке от государственной службы, Павел Александрович начал работу в торговом доме «Фрум, Грегори и Ко», где также работал Н. М. Владимиров. Будучи служащим пароходной компании, он должен был 27 июня выехать из Лондона в Петербург. Как вспоминал позднее в «Былом и думах» Герцен:

Собралась действительно целая толпа, в числе которой были очень мало знакомые нам лица, и по несчастью, сам Ветошников… Но вот что случилось. Чтоб поблагодарить участников обеда, я просил их принять в память от меня по выбору что-нибудь из наших изданий или большую фотографию мою Левицкого. Ветошников взял фотографию; я ему советовал обрезать края и свернуть в трубочку; он не хотел и говорил, что положит на дно чемодана, и потому завернул её в лист «Теймса». Этого нельзя было не заметить.
…

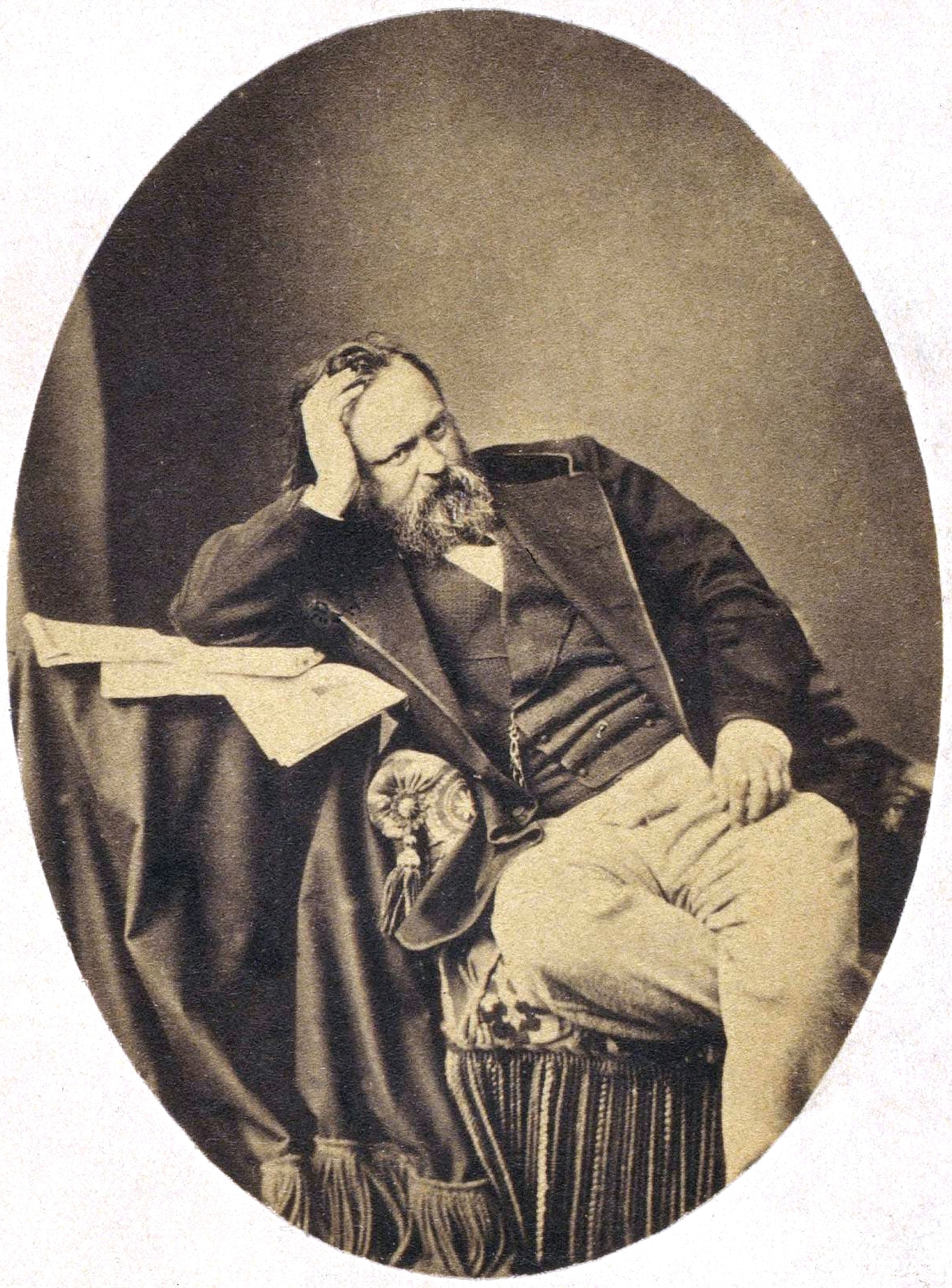
Фото Герцена работы С. Л. Левицкого

Всё вместе было глупо и неосмотрительно до высочайшей степени… Можно было остановить Ветошникова до вторника, отправить в субботу. Зачем он не приходил утром? Да и вообще, зачем он приходил сам?… Да и зачем мы писали? Говорят, что один из гостей телеграфировал тотчас в Петербург.— А. И. Герцен, «Былое и думы», часть седьмая, глава I.
Герцен не знал, что среди его гостей писатель Григорий Григорьевич Перетц, — агент III Отделения, предупредивший жандармское управление о миссии Ветошникова.
6 июля 1862 года Ветошников прибыл в Кронштадт, в порту которого он был задержан, обыскан и арестован с партией нелегальной печати, с письмами М. А. Бакунина, А. И. Герцена, Н. П. Огарёва, В. И. Кельсиева. 7 (19) июля он был заключён в Алексеевский равелин Петропавловской крепости. Письма эмигрантов предназначались Н. А. Серно-Соловьевичу, который также был немедленно арестован. Помимо этого Ветошников вёз с собой письма М. А. Бакунина Михаилу Налбандяну, известному писателю и демократу. Перехваченное у Ветошникова письмо А. И. Герцена Н. А. Серно-Соловьевичу явилось также поводом к аресту Н. Г. Чернышевского.
Откровенные показания Ветошникова явились причиной провала и ареста М. Л. Налбандяна. Арест Ветошникова положил начало «Делу о лицах, обвиняемых в сношениях с лондонскими пропагандистами». По этому делу (или по «Процессу тридцати двух») Ветошников был осуждён судом Сената. 10 декабря 1864 г. приговорён к лишению всех прав состояния и каторжным работам на сибирских заводах сроком на 8 лет с последующим поселением в Сибири без права въезда в европейскую Россию. Приговор, вынесенный Ветошникову, наряду с аналогичными приговорами Н. М. Владимирову и Н. А. Серно-Соловьевичу, был самым суровым среди прочих кар участникам «Процесса тридцати двух».
Позднее «в виду его раскаяния» каторжные работы были заменены ссылкой на поселение в Сибири навечно. Приговор был высочайше утверждён 30 марта 1865 г., после чего 5 июня Ветошников был отправлен из Петропавловской крепости в Петербургскую пересыльную тюрьму. 3 июля 1865 года на Мытной площади Санкт-Петербурга был публично объявлен приговор. С 1866 года Ветошников поселился в Удинском округе Иркутской губернии. Прибыв в ссылку, Ветошников женился, имел нескольких детей.